# حسین کوهی کرمانی
حسین کوهی کرمانی (۱۳۳۸/ ۱۳۳۷–۱۲۷۶ خورشیدی)، ادیب، پژوهشگر، روزنامه‌نگار و شاعر اهل کرمان بود.روستای کوه باداموئیه 
در اوان کودکی تحصیلات چندانی نکرد و در اداره یکی از روزنامه‌ها به شاگردی پرداخت. وی در ۱۳۰۲ ش اقدام به تأسیس و انتشار «نسیم صبا» کرد. کوهی بعدها از کار روزنامه‌نگاری دست کشید و به عضویت وزارت فرهنگ درآمد. وی یکی از ارادتمندان ملک‌الشعرای بهار و از طرفداران سرسخت سید حسن مدرس بود.
کوهی از نخستین کسانی است که به گردآوری ادبیات عامیانه پرداخت و مدت‌ها در کار تصحیح نسخه‌ها و چاپ آثار متقدمین فعالیت داشت که در این راه، ملک‌الشعرای بهار و سعید نفیسی او را یاری می‌کردند. «ترانه‌های ملی- فهلویات» وی را پروفسور کریستین سن به آلمانی و پروفسور هانری ماسه به فرانسه ترجمه نموده‌اند. وی در تهران درگذشت.

## آثار
- از شهریور ۱۳۲۰ تا فاجعهٔ آذربایجان»
- «غوغای جمهوری»
- «افسانه‌های روستایی ایران»
- «خلنامه»، شعر
- «هفتصد ترانه»
- «سوگواریهای ادبی در ایران»
- «راهنمای اهل ذوق یا بهترین غزلهای سعدی و حافظ»
- گلچینی از «مثنوی»
- اهتمام در چاپ «مزارات کرمان»
- اهتمام در چاپ «کلمات علیه غرا»، از سلسلهٔ انتشارات روزنامهٔ «نسیم صبا»
- «دیوان» شعر.